# Dragon Age (франшиза)
Dragon Age — це фентезійна медіафраншиза, створена канадським письменником Девідом Ґейдером і розробником відеоігор BioWare, всі права на яку належать її власнику та видавцю Electronic Arts. Центральне місце у франшизі Dragon Age займає основна серія мультиплатформених рольових відеоігор: Dragon Age: Origins, Dragon Age II та Dragon Age: Inquisition, які виходили на платформах Microsoft Windows, Xbox 360, PlayStation 3, OS X, PlayStation 4 і Xbox One. Кожна гра зосереджується на різних протагоністах та часових відрізках, але усіх їх поєднує спільне місце дії — вигаданий світ Тедаса, а також кілька повторюваних елементів і допоміжних персонажів. У грудні 2018 року BioWare анонсували четверту частину основної серії Dragon Age: Dreadwolf. Усі проєкти основної серії мали комерційний успіх, а також здебільшого позитивне визнання за свій сюжет, історію всесвіту, розвиток персонажей, озвучення та акцент на виборі гравців. За свою майже 15-ти річну історію, франшиза розрослась і тепер охоплює кілька ігор поза основною серією, романи, комікси, вебсеріал, аніме-фільм і мультсеріал та інші ліцензовані продукти і товари.
Перша гра серії, Dragon Age: Origins, випущена у 2009 році, відбувається в королівстві Ферелден і зосереджується на подіях Пятого Мору, розповідаючи історію новобранця легендарного Ордену Сірих Вартових. Дія випущеної у 2011 році Dragon Age II продовжує події оригінальної гри, але переносить гравця на північ від Ферелдену до міста-держави Кірквол. Протагоністом тут виступає ферелденський біженець, Гоук, який із своєю сім'єю під час подій оригінальної гри, рятуючись від Мору, переселяється до Вільної Марки. Друга частина ігрової серії охоплює десять років життя Гоук та його/її товаришів, що починаючи з низів піднялись по соціальній драбині, щоб стати Чемпіоном Кірквола та опинитись у центрі подій, які змінили хід історії. Третя гра основної серії, Dragon Age: Inquisition, випущена у 2014 році, зосереджується на Інквізиції, організації, яка намагається відновити мир і порядок у Тедасі. Хронологічно, події Inquisition відбуваються приблизно через десять років після Dragon Age: Origins і через рік після фіналу Dragon Age II. Продовжуючи вже сталу традицію серії, гравців знайомлять з новим протагоністом, Інквізитором — єдиною істотою, яка може закривати розриви в Завісі. Інквізиція, як організація, представляє значну політичну силу на міжнародній арені та допомагає принести мир на політичний ландшафт Тедаса. Сюжет четвертої частини основної серії Dragon Age: The Veilguard відбувається через десять років після фіналу Inquisition і переносить гравців на північ Тедаса — у Невару, Антиву, Рівейн, Андерфелс та Тевінтер. Протагоністом останньої гри серії виступає Рук, що разом зі своєю командою запобігає планам Соласа знищити Завісу.

## Сетинг

Тедас — континент, на якому відбуваються події всієї медіафраншизи Dragon Age

Тедас (англ. Thedas) — це континент у південній півкулі та єдиний відомий континент у всесвіті Dragon Age, на якому розгортаються дії всіх ігор серії. Про землі, що лежать за Тедасом, відомо небагато. Передбачається, що існують інші континенти, оскільки раса кунарі спочатку походили не з Тедасу, а з невідомої землі за океаном. Згідно з деякими джерелами, люди також прийшли з півночі. Найбільш помітну роль у серії відіграють: Королівство Ферелден (англ. Kingdom of Ferelden) на північному сході континента, політична організація якого нагадує устрій середньовічної Англії; Імперія Орлей (англ. Orlesian Empire) на захід від Ферелдена, що є найбільшою і наймогутнішою нацією в Тедасі, також відома своїми сумнозвісними політичними інтригами; Імперія Тевінтера (англ. Tevinter Imperium) в північному регіоні континенту, найдавніша людська нація Тедасу, яка керується могутньою магократією. Інші варті уваги держави включають: Вільні Марки (англ. Free Marches), конфедерацію політично незалежних територіальних утворень на північ від Ферелдена; Королівство Орзаммар (англ. Kingdom of Orzammar), одне з небагатьох міст-держав гномів, розкиданих по Глибинних Тропах (англ. Deep Roads), підземній системі магістралей, створеній гномами тисячоліття тому; Князівство Антива (англ. Principality of Antiva), плутократична нація на північному сході Тедасу, розташування якої робить її центром торгівлі на півночі, також відома своїм сумнозвісним Домом Воронів (англ. House of Crows), найефективнішою гільдією вбивць і шпигунів у Тедасі; Пар Воллен (англ. Par Vollen), закритий для іноземців острів на північному сході континенту і батьківщина кунарі.
Орлейська Церква (англ. Orlesian Chantry) — панівна релігійна організація в Тедасі. Вона ґрунтується на Псалмі Світла (англ. Chant of Light) — низці вчень, написаних самою Андрасте, пророчицею Творця. Орлейський церковний календар використовується майже у всіх країнах Тедасу, окрім Тевінтерської імперії. Саме з нього походять назви Діб, у яких вимірюється час у Тедасі. Нинішня — Доба Дракона (англ. Dragon Age), тоді як попередня — Благословенна Доба (англ. Blessed Age). Кожна Доба триває приблизно сто років, досі їх було дев'ять. У 99-му році кожної доби голова Церкви, Божественна (англ. The Divine), знаходить подію або передвістя з метою визначення назви наступної Доби. Останнім передвістям було пробудження дракона, який несамовито лютував у пориві шаленства. Саме це передвістило нинішню Добу, сповнену насилля та руйнувань.

Особливості расової фізіології світу Dragon Age, як можливість дослідити відмінності у стандартах краси [офіційний концепт-арт]

Тедас — це світ, у якому раса й клас поєднуються, щоб визначити соціальний клас і політичну динаміку. Повторювана тема франшизи полягає в боротьбі за владу та внутрішніх конфліктах між різними фракціями та всередині них. Тевінтерське суспільство практикує рабство, яке в інших людських суспільствах заборонено та стигматизовано. До людської знаті ставляться з пошаною та повагою в Тедасі, тоді як ельфи часто розглядаються як громадяни другого сорту, які живуть у перенаселених гетто, «ельфінажах» (англ. Alienages) в містах людей або утримуються як раби в Імперії Тевінтера. Значна частина ельфійського населення Тедаса називає себе Долійцями (англ. Dalish) на честь регіону Доли (англ. Dales) у східному Орлеї, де в давні часи існувала ельфійська держава. Вони гордо ведуть кочовий спосіб життя далеко від міських поселень своїх побратимів — міських ельфів, намагаючись зберегти та відновити свою культурну спадщину, яка була здебільшого знищена тисячоліття тому, коли стародавня ельфійська імперія Ельвенан (англ. Elvhenan), яка охоплювала більшу частину Тедасу, таємничим чином розвалилася. Суспільство гномів організоване навколо жорсткої кастової системи та певної форми культу предків. Хоча самі гноми не можуть володіти магією, їхня економічна діяльність зосереджена в основному на видобутку ліріуму (англ. Lyrium), мінеральної речовини, яка забезпечує практику магії, якою вони торгують з поверхневим світом. Деякі гноми живуть на поверхні, добровільно чи за інших обставин: вони вважаються «безкастовими» і зазвичай небажані в товариствах гномів на Глибинних Тропах.
Четверта раса, Кунарі (англ. Qunari), що їхньою мовою означає «Народ Кун». Кунарі — це загальний термін, який використовується для опису як раси великих рогатих гуманоїдів, які походять із поселень на крайній півночі материка Тедас, зокрема островів Пар-Воллен (англ. Par Vollen) і Сегерон (англ. Seheron), а також навернених з інших рас у свою громадянську релігію, відому як «Кун», який керує егалітарним, але суворо регламентованим суспільством Кунарі. Уряд Кунарі — це тоталітарний режим, яким править тріумвірат лідерів, які представляють тіло (військові), душу (жрецтво) і розум (торгівці та ремісники) свого народу. Особи, які народилися поза суспільством Кунарі, відомі як Вашот (англ. Vashoth), тоді як ті, хто відмовляється від фундаментальних вчень Куна, стають Тал-Вашот (англ. Tal-Vashoth) і вважаються зрадниками або ворогами суспільства Кунарі. Відомі як грозні воїни, кунарі вищі, більші та фізично сильніші за інші раси Тедасу. Зазвичай вони мають шкіру різного металевого кольору, біле або світле волосся, загострені вуха та очі фіолетового, червоного, сріблястого або жовтого кольорів. На відміну від інших рас, кунарі не прикрашають себе татуюваннями чи носять шоломи, натомість використовують військову фарбу під назвою Вітаар (англ. Vitaar), яка відіграє церемоніальну роль, а також несе в собі практичну користь. Кунарі перебувають у постійному конфлікті з Імперією Тевінтер і часто прагнуть поширити свій вплив у Тедасі за допомогою таємних агентів або відкритих бойових наступів.
У Тедасі магія — це природне фізичне явище, таке як гравітація або магнетизм. Деякі люди народжуються зі здатністю взаємодіяти, контролювати та формувати його. Дар магії виявляється на ранньому етапі життя, але не завжди його носії можуть контролювати власну силу. Маги мають доступ до Затіння (англ. Fade), таємничого паралельного виміру, пов’язаного з фізичним світом і у той же час домом для різних духовних істот. Це метафізична сфера, яка зазвичай доступна лише розумним істотам (за винятком гномів), коли вони знаходяться у стані сну: особи із магічним потенціалом, мають прямий доступ до Затіння, на відміну від більшості людей, і навпаки, духи Затіння мають прямий доступ до цих вищезгаданих осіб. Випадкова помилка чи втрата пильності може призвести до того, що маг мимоволі стане одержимим демонічними духами та використаний як вмістилище для демона при виході з Затіння. Ліріум має критичне значення для користування магією, оскільки він дає змогу направляти магічну енергію з Затіння. Звичайний ліріум синього кольору, хоча інший більш небезпечний різновид, відомий як червоний ліріум, було представлено у Dragon Age II. Деякі маги практикують одну з форм забороненої магії, відому як «магія крові» (англ. blood magic), за допомогою якої вони черпають силу із крові живих істот і іноді використовують свою силу, щоб навмисно викликати демонів.

Розрив Завіси, метафізичного бар'єру, який існує між фізичним світом Тедаса і Затінням під час подій Dragon Age: Inquisition [офіційний концепт-арт]

Маги південної частини Тедаса закриті в навчальних закладах під назвою «Магічні Круги» (англ. Circles of Magi) за наказом Церкви, яка вчить, що «магія повинна служити людині, а не панувати над нею». Маги, які живуть поза контролем Церкви, включаючи лідерів долійських кланів, відомих як Хранителі (англ. Keepers), вважаються надзвичайно небезпечними багатьма суспільствами Тедасу. Церква має військове крило, Орден Храмовників (англ. Templar Order), членів якого спеціально навчають шукати та приборкувати «магів-відступників» будь-якими засобами, часто поза межею гуманності. Офіційна позиція Орлейської Церкви щодо магії різко контрастує з толерантним поглядом на магів у суспільстві Тевінтера через вплив деномінації Імперської Церкви, яка історично відокремилася від панівної у Тедасі Орлейської Церкви. У Тевінтері Церква використовує свій Орден Храмовників як правоохоронні органи під керівництвом імперських магів. У той час як маги Тевінтера практикують свій талант без будь-яких обмежень, Кунарійське суспільство, через їхню глибоку недовіру до магії, фізично заковує своїх магів, так званих Серабазів (англ. Saarebas), що на їх мові означає «небезпечна річ».
Періодично повторювані Мори (англ. Blights) вважаються найбільшою загрозою для цивілізацій Тедасу. Гноми, зокрема, мають спеціалізовану групу воїнів, відому як Легіон Мертвих (англ. Legion of the Dead), для боротьби з Темнородами (англ. Darkspawn), хоча у Добу Дракона, через безперервну війну на виснаження проти постійної загрози, їхня цивілізація є тінню того, якою вона була до Першого Мору. Решта Тедасу покладаються на Сірих Вартових (англ. Grey Wardens), які знищують орди темнородів, коли ті прибувають на поверхню під час Морів. Метою Сірих Вартових є смерть Архідемонів (англ. Archdemons), імовірно розбещених Старих Богів (англ. Old Gods), які є командувачами колективного розуму орди темнородів під час Морів. Перший проєкт франшизи, Dragon Age: Origins, починається напередодні П'ятого Мору. Інші серйозні загрози, з якими стикаються народи Тедасу, включають культи та воєнізовані угруповування, такі як Венаторі (англ. Venatori) та Червоні Храмовники (англ. Red Templars); демони Затіння, випущені у фізичний світ в рамках масштабного міжвимірного вторгнення під час подій Dragon Age: Inquisition; і дракони, які довго вважалися вимерлими протягом багатьох століть, доки їхня повторна поява наприкінці Благословенної Доби не змусила тодішню правлячю голову Церкви назвати наступне століття Добою Дракона.

## Відеоігри

### Основна серія
| Назва                                                                                                 | Інформація |
| --- | --- |
| Dragon Age: Origins Оригінальна дата випуску: NA 3 листопада 2009 року EU 6 листопада 2009 року       | Роки випуску: 2009 — Microsoft Windows, Xbox 360, PlayStation 3, Mac OS X |
| Dragon Age: Origins Оригінальна дата випуску: NA 3 листопада 2009 року EU 6 листопада 2009 року       | Примітки: - Розроблена BioWare, порти для консолей Xbox 360 і PlayStation 3 розроблені студією Edge of Reality, а за порт для Mac OS X відповідальна студія TransGaming - Видавець Electronic Arts - Використовує рушій Eclipse Engine - Сюжетні доповнення: - Awakening - The Stone Prisoner - Warden's Keep - Return to Ostagar - The Darkspawn Chronicles - Leliana's Song - The Golems of Amgarrak - Witch Hunt |
| Dragon Age II Оригінальна дата випуску: NA 8 березня 2011 року EU 11 березня 2011 року                | Роки випуску: 2011 — Microsoft Windows, Xbox 360, PlayStation 3, Mac OS X |
| Dragon Age II Оригінальна дата випуску: NA 8 березня 2011 року EU 11 березня 2011 року                | Примітки: - Розроблена BioWare, за порт для Mac OS X відповідальна студія TransGaming - Видавець Electronic Arts - Використовує рушій Lycium Engine - Сюжетні доповнення: - The Exiled Prince - Legacy - Mark of the Assassin |
| Dragon Age: Inquisition Оригінальна дата випуску: NA 18 листопада 2014 року EU 21 листопада 2014 року | Роки випуску: 2014 — Microsoft Windows, PlayStation 3, PlayStation 4, Xbox 360, Xbox One |
| Dragon Age: Inquisition Оригінальна дата випуску: NA 18 листопада 2014 року EU 21 листопада 2014 року | Примітки: - Розроблена BioWare - Видавець Electronic Arts - Використовує рушій Frostbite 3 - На момент випуску є найуспішнішим проєктом в історії BioWare за кількістю проданих копій - Сюжетні доповнення: - Jaws of Hakkon - The Descent - Trespasser |
| Dragon Age: The Veilguard Оригінальна дата випуску: WW 31 жовтня 2024 року                            | Роки випуску: 2024 — Microsoft Windows, Xbox Series X/S, PlayStation 5 |
| Dragon Age: The Veilguard Оригінальна дата випуску: WW 31 жовтня 2024 року                            | Примітки: - Розроблена BioWare - Видавець Electronic Arts - Використовує рушій Frostbite Engine |

### Інші ігри
| Назва                                                                      | Інформація |
| -------------------------------------------------------------------------- | --- |
| Dragon Age Journeys Оригінальна дата випуску: 22 жовтня 2009 року          | Роки випуску: 2009 — Веб-браузер |
| Dragon Age Journeys Оригінальна дата випуску: 22 жовтня 2009 року          | Примітки: - Розроблено EA 2-D - Видавець Electronic Arts - 2D браузерна гра, події якої відбуваються у всесвіті Dragon Age |
| Dragon Age Legends Оригінальна дата випуску: 16 березня 2011 року          | Роки випуску: 2011 — Facebook, Google+ |
| Dragon Age Legends Оригінальна дата випуску: 16 березня 2011 року          | Примітки: - Розроблено EA 2-D - Видавець Electronic Arts - 2D браузерна гра, події якої відбуваються у рамках Dragon Age II - У травні 2011 року була випущена версія гри з модифікованим геймплеєм Dragon Age Legends: Remix 01 - Була перевипущена як безкоштовна гра для завантаження офлайн після закриття ігрових серверів в червні 2012 року |
| Heroes of Dragon Age Оригінальна дата випуску: 5 грудня 2013 року          | Роки випуску: 2013 — Android, iOS |
| Heroes of Dragon Age Оригінальна дата випуску: 5 грудня 2013 року          | Примітки: - Розробник EA Capital Games - Видавець Electronic Arts - Фриміум мобільна гра, дія якої відбувається у всесвіті Dragon Age |
| Dragon Age: The Last Court Оригінальна дата випуску: 7 листопада 2014 року | Роки випуску: 2014 — Веб-браузер |
| Dragon Age: The Last Court Оригінальна дата випуску: 7 листопада 2014 року | Примітки: - Розроблено Failbetter Games - Видавець Electronic Arts - Доступна через застосунок Dragon Age Keep - Сюжетна, текстова гра, дія якої відбувається напередодні подій Dragon Age: Inquisition |

## Друкована продукція

### Книги
| Назва | Дата випуску                                                                                     | ISBN              | Тип                                        | Посилання |
| --- | ------------------------------------------------------------------------------------------------ | ----------------- | ------------------------------------------ | --------- |
| Dragon Age: The Stolen Throne | 3 березня 2009 року (Америка) 1 березня 2010 року (Англія) 25 вересня 2018 року (deluxe edition) | 978-0-7653-2408-5 | Новелізація                                | [ 22 ]    |
| - За авторством Девіда Ґейдера - Під видавництвом Tor Books, Titan Books, та Dark Horse Comics (deluxe edition) - За хронологією відбувається до подій Dragon Age: Origins                                                     |                                                                                                  |                   |                                            |           |
| Dragon Age: The Calling | 13 жовтня 2009 року (Америка) 1 березня 2010 року (Англія) 16 грудня 2018 року (deluxe edition)  | 978-0-76532-409-2 | Новелізація                                | [ 23 ]    |
| - За авторством Девіда Ґейдера - Під видавництвом Tor Books, Titan Books, та Dark Horse Comics (deluxe edition) - За хронологією відбувається десь між подіями Dragon Age: The Stolen Throne і Dragon Age: Origins – Awakening |                                                                                                  |                   |                                            |           |
| Dragon Age: Asunder | 20 грудня 2011 року (Америка) 23 грудня 2011 року (Англія) 19 березня 2019 року (deluxe edition) | 978-0-857-68647-3 | Новелізація                                | [ 24 ]    |
| - За авторством Девіда Ґейдера - Під видавництвом Tor Books, Titan Books, та Dark Horse Comics (deluxe edition) - За хронологією відбувається десь між Dragon Age II і Dragon Age: Inquisition                                 |                                                                                                  |                   |                                            |           |
| Dragon Age: The World of Thedas Том I | 30 квітня 2013 року                                                                              | 978-1-61655-115-5 | Артбук, путівник                           | [ 25 ]    |
| - За авторством Бена Гелінаса (керівник проєкту), Девіда Ґейдера, Майка Лейдлоу та ін. - Під видавництвом Dark Horse Comics - Концепт-арти та лор ігрового всесвіту Dragon Age                                                 |                                                                                                  |                   |                                            |           |
| Dragon Age: The Masked Empire | 8 квітня 2014 року (Америка) 11 квітня 2014 року (Англія) 18 червня 2019 року (deluxe edition)   | 978-0-76533-118-2 | Додаткова книга до Dragon Age: Inquisition | [ 26 ]    |
| - За авторством Патріка Вікса - Під видавництвом Tor Books, Titan Books, та Dark Horse Comics (deluxe edition) - За хронологією відбувається за кілька місяців до подій Dragon Age: Inquisition                                |                                                                                                  |                   |                                            |           |
| Dragon Age: Last Flight | 16 вересня 2014 року 17 вересня 2019 року (deluxe edition)                                       | 978-0-76533-721-4 | Новелізація                                | [ 27 ]    |
| - За авторством Ліана Мерсіеля - Під видавництвом Tor Books, Titan Books, та Dark Horse Comics (deluxe edition) - Побічна історія, дія якої відбувається у всесвіті Dragon Age                                                 |                                                                                                  |                   |                                            |           |
| The Art of Dragon Age: Inquisition | 18 листопада 2014 року                                                                           | 978-1-61655-186-5 | Артбук                                     | [ 28 ]    |
| - Написано BioWare - Під видавництвом Dark Horse Comics - Концепт-арти до Dragon Age: Inquisition із коментарями від BioWare                                                                                                   |                                                                                                  |                   |                                            |           |
| Dragon Age: The World of Thedas Том II | 12 травня 2015 року                                                                              | 978-1616555016    | Артбук, путівник                           | [ 29 ]    |
| - За авторством Бена Гелінаса (керівник проєкту), Ніка Торнборроу (керівник проєкту – оформлення) та ін. - Під видавництвом Dark Horse Comics - Концепт-арти та лор ігрового всесвіту Dragon Age                               |                                                                                                  |                   |                                            |           |
| Dragon Age: The Poster Collection | 28 вересня 2016 року                                                                             | 978-1-50670-117-2 | Артбук                                     | [ 30 ]    |
| - Внутрішньоігрові концептарти від BioWare - Під видавництвом Dark Horse Comics - Збірник концепт-артів, де кожна сторінка від’єднується для використання у вигляді плакату                                                    |                                                                                                  |                   |                                            |           |
| Dragon Age Adult Coloring Book | 8 лютого 2017 року                                                                               | 978-1-50670-283-4 | Розмальовка                                | [ 31 ]    |
| - За авторством Хуанна Кабала, Рона Чана, Габріеля Гузмана, Андреса Понсе та Мартіна Туніки - Під видавництвом Dark Horse Comics - Книжка-розмальовка для дорослих із зображеннями з ігор основної серії Dragon Age            |                                                                                                  |                   |                                            |           |
| Dragon Age: Hard in Hightown | 31 липня 2018 року                                                                               | 978-1-50670-404-3 | Новелізація                                | [ 32 ]    |
| - За авторством Мері Кірбі, написана від імені Варріка Тетраса - Під видавництвом Dark Horse Comics - Спіноф до Dragon Age II                                                                                                  |                                                                                                  |                   |                                            |           |
| Dragon Age: Tevinter Nights | 10 березня 2020 року                                                                             | 978-0-76533-722-1 | Антологія                                  | [ 33 ]    |
| - За авторством Кріса Бейна, Патріка Вікса, Метью Голдмана, Крістофера Моргана - Під видавництвом Tor Books - Антологія коротких оповідань, дія яких відбувається десь між Dragon Age: Inquisition і Dragon Age: Dreadwolf     |                                                                                                  |                   |                                            |           |

### Комікси
| Назва | Дата випуску                                 | Тип              | Посилання     |
| --- | -------------------------------------------- | ---------------- | ------------- |
| Dragon Age Origins | 4 вересня 2009 року                          | Вебкомікс        | [ 34 ]        |
| - Опубліковано Penny Arcade безкоштовно - Восьмисторінковий міні-комікс зображує події, які за хронологією відбулися до Dragon Age: Origins із Морріган і Флемет у головних ролях |                                              |                  |               |
| Dragon Age Origins Awakening | лютий 2010 року                              | Вебкомікс        | [ 35 ]        |
| - Опубліковано Penny Arcade безкоштовно - Шостисторінковий міні-комікс зображує події, які за хронологією відбулися до Dragon Age: Origins – Awakening із Натаніелем Гоу у головній ролі |                                              |                  |               |
| Dragon Age: The Revelation | 1 березня 2010 року                          | Вебкомікс        | [ 36 ]        |
| - За авторством Девіда Ґейдера, художник — Ірма «Aimo» Ахмед - Опубліковано в офіційному блозі BioWare - Восьмисторінковий міні-комікс, заснований на вирізаному контенті Dragon Age: Origins з Алістером і Морріган у головних ролях |                                              |                  |               |
| Dragon Age | 31 березня 2010 року — 8 грудня 2010 року    | Збірник коміксів | [ 37 ]        |
| - За авторством Орсона Скотта Карда, Аарона Джонстона, Марка Робінсона і Ентоні Тена, художники — Умберто Рамос і Марк Робінсон - Опубліковано IDW Publishing - Міні-серіал спіноф із шести частин, дія якого відбувається у всесвіті Dragon Age - Випущено окремою книгою видавництвом IDW Publishing 16 березня 2011 року (ISBN 978-1-60010-774-0) |                                              |                  |               |
| Dragon Age 2 | березень 2011 року                           | Вебкомікс        | [ 38 ] [ 39 ] |
| - Опубліковано BioWare на офіційному вебсайті Dragon Age II - Тристорінковий міні-комікс від Penny Arcade з Гоуком та Ізабелою у головних ролях |                                              |                  |               |
| Hindsight | 9 березня 2011 року                          | Вебкомікс        | [ 40 ] [ 41 ] |
| - Опубліковано BioWare на офіційному вебсайті Dragon Age II - Анімований комікс від Penny Arcade про внутрішньоігровий предмет під назвою «Hindsight» (укр. «Непередбачуваність») |                                              |                  |               |
| Dragon Age: The Silent Grove | 22 лютого 2012 року — 2 травня 2012 року     | Збірник коміксів | [ 42 ]        |
| - Автор: Девід Ґейдер, сценарій: Олександр Фрід, художник: Чад Хардін - Під видавництвом Dark Horse Comics - Міні-серіал із шести частин, дія якого відбувається після Dragon Age II, з Алістером, Варріком Тетрасом та Ізабелою у головних ролях - Випущена окремою книгою видавництвом Dark Horse Comics 25 липня 2012 року (ISBN 978-1-59582-916-0) |                                              |                  |               |
| Dragon Age: Those Who Speak | 22 серпня 2012 року — 14 листопада 2012 року | Збірник коміксів | [ 43 ]        |
| - Автор: Девід Ґейдер, сценарій: Олександр Фрід, художник: Чад Хардін - Під видавництвом Dark Horse Comics - Міні-серіал із трьох частин, дія якого відбувається після Dragon Age: The Silent Grove - Випущена окремою книгою видавництвом Dark Horse Comics 25 липня 2012 року (ISBN 978-1-61655-053-0) |                                              |                  |               |
| Dragon Age: Until We Sleep | 27 березня 2013 року — 29 травня 2013 року   | Збірник коміксів | [ 44 ]        |
| - Автор: Девід Ґейдер, сценарій: Олександр Фрід, художник: Чад Хардін - Під видавництвом Dark Horse Comics - Міні-серіал із трьох частин, дія якого відбувається після Dragon Age: Those Who Speak - Завершальна глава сюжетної арки, що мала місце у The Silent Grove, Those Who Speak та Until We Sleep - Випущена окремою книгою видавництвом Dark Horse Comics 21 серпня 2013 року (ISBN 978-1-61655-219-0) |                                              |                  |               |
| Dragon Age Library Edition Том 1 | 4 червня 2014 року                           | Антологія        | [ 45 ]        |
| - Автор: Девід Ґейдер, сценарій: Олександр Фрід, художники: Чад Хардін і Ентоні Палумбо - Під видавництвом Dark Horse Comics (ISBN 978-1-61655-384-5) - Антологія збірки The Silent Grove, Those Who Speak та Until We Sleep - Перевидано як Dragon Age Omnibus Том 1 16 листопада 2016 року (ISBN 978-1-50670-275-9) |                                              |                  |               |
| Dragon Age: Magekiller | 16 грудня 2015 року — 20 квітня 2016 року    | Збірник коміксів | [ 46 ]        |
| - Автор: Грег Рука, художники: Кармен Карнеро та Сачін Тенг - Під видавництвом Dark Horse Comics - П'ятисерійний міні-серіал, події якого розгортаються паралельно з Dragon Age: Inquisition - Початкова глава масштабної сюжетної арки за участі нового касту персонажів, що завершиться випуском Dark Fortress у 2021 році - Випущена окремою книгою видавництвом Dark Horse Comics 9 серпня 2016 року (ISBN 978-1-61655-634-1) |                                              |                  |               |
| Dragon Age: Knight Errant | 10 травня 2017 року — 13 вересня 2017 року   | Міні-комікс      | [ 47 ]        |
| - Автори: Нунціо Де Філіппіс і Крістіна Вейр, художники: Фернандо Хайнц Фурукава, Сачін Тенг і Майкл Атіє - Під видавництвом Dark Horse Comics - Міні-серіал із п'яти частин, дія якого відбувається після Dragon Age: Magekiller з Веа і Сером Аароном Хоторном у головних ролях - Випущена окремою книгою видавництвом Dark Horse Comics 16 січня 2018 року (ISBN 978-1-50670-338-1) |                                              |                  |               |
| Dragon Age Library Edition Том 2 | 16 жовтня 2018 року                          | Антологія        | [ 48 ]        |
| - Автори: Грег Рука, Нунціо Де Філіппіс і Крістіна Вейр, художники: Кармен Карнеро, Фернандо Хайнц Фурукава, Террі Паллот і Сачин Тенг - Під видавництвом Dark Horse Comics (ISBN 978-1-50670-660-3) - Антологія збірки Magekiller і Knight-Errant |                                              |                  |               |
| Dragon Age: Deception | 17 жовтня 2018 року — 12 грудня 2018 року    | Міні-комікс      | [ 49 ]        |
| - Автори Нунціо Де Філіппіс і Крістіна Вейр, художники Фернандо Хайнц Фурукава, Сачін Тенг і Майкл Атьє - Під видавництвом Dark Horse Comics - Міні-серіал із трьох частин, дія якого відбувається після Knight Errant із Олівією Прайд і Каліксом Кінтара у головних ролях - Випущена окремою книгою видавництвом Dark Horse Comics 27 березня 2019 року (ISBN 978-1-50670-745-7) |                                              |                  |               |
| Dragon Age: Blue Wraith | 15 січня 2020 року — 18 березня 2020 року    | Збірник коміксів | [ 50 ]        |
| - Автори Нунціо Де Філіппіс і Крістіна Вейр, художники Фернандо Хайнц Фурукава, Сачін Тенг і Майкл Атьє - Під видавництвом Dark Horse Comics - Міні-серіал із трьох частин, дія якого відбувається після Deception, за участю ансамблю персонажів, що повернулися з Magekiller, Knight Errant, Deception і Фенріса із Dragon Age II - Обмежене видання першого випуску включає арти Метта Тейлора та набір художніх принтів giclée - Випущена окремою книгою видавництвом Dark Horse Comics 19 серпня 2020 року (ISBN 978-1-50670-827-0) |                                              |                  |               |
| Dragon Age: The First Five Graphic Novels | 10 березня 2021 року                         | Антологія        | [ 52 ]        |
| - Автори: Девід Гайдер, Олександр Фрід, Грег Рука, Нунціо Де Філіппіс і Крістіна Вір - Художники Чад Гардін, Ентоні Палумбо, Кармен Карнеро, Фернандо Хайнц Фурукава, Террі Паллот та Сачін Тенг - Під видавництвом Dark Horse Comics (ISBN 978-1-50671-917-7) - Антологічна колекція графічних романів у м’якій палітурці, зібраних у Томах 1 і 2 Dragon Age Library Edition - Включає The Silent Grove, Those Who Speak, Until We Sleep, Magekiller та Knight-Errant                                                                   |                                              |                  |               |
| Dragon Age: Dark Fortress | 31 березня 2021 року — 26 травня 2021 року   | Збірник коміксів | [ 53 ]        |
| - Автори Нунціо Де Філіппіс і Крістіна Вейр, художники Фернандо Хайнц Фурукава, Сачін Тенг і Майкл Атьє - Під видавництвом Dark Horse Comics - Міні-серіал із трьох частин, дія якого відбувається після Blue Wraith - Завершальна глава сюжетної арки, що почалася з Magekiller і зібрала в собі всіх основних персонажів з Magekiller, Knight Errant, Deception і Blue Wraith - Випущена окремою книгою видавництвом Dark Horse Comics 20 жовтня 2021 року (ISBN 978-1-50670-828-7)                                                    |                                              |                  |               |
| Dragon Age: Wraiths of Tevinter | 24 серпня 2022 року                          | Антологія        | [ 54 ]        |
| - Автори Нунціо Де Філіппіс і Крістіна Вейр, художники Фернандо Хайнц Фурукава, Сачін Тенг і Майкл Атьє - Під видавництвом Dark Horse Comics (ISBN 978-1-50670-829-4) - Антологічна колекція графічних романів у твердій палітурці - Включає Deception, Blue Wraith і Dark Fortress |                                              |                  |               |
| Dragon Age: The Missing | 25 січня 2023 року — 10 травня 2023          | Збірник коміксів | [ 55 ]        |
| - Автор Джордж Манн, художники Кіран МакКевн, Фернандо Хайнц Фурукава, Томас Айра, Альваро Саррасека і Майкл Атьє - Під видавництвом Dark Horse Comics - Міні-серіал із чотирьох частин - Вийшла окремою книгою видавництвом Dark Horse Comics 4 жовтня 2023 року (ISBN 978-1-5067-3280-0) |                                              |                  |               |

### Настільна рольова гра
| Назва | Дата випуску         | ISBN              | Тип                | Посилання |
| --- | -------------------- | ----------------- | ------------------ | --------- |
| Dragon Age (RPG), Сет 1 | 25 січня 2010 року   | 978-1-934547-30-4 | Колекційна коробка | [ 56 ]    |
| - Автор і дизайнер Кріс Прамас - Під видавництвом Green Ronin - Включає: ◇ 64-сторінковий «Посібник гравця» зі довідковою інформацією про Тедас та Королівство Ферелден, повним посібником зі створення персонажа, правилами для класів і талантів персонажів, посібником з магії та основними правилами гри. ◇ 64-сторінковий «Посібник майстра», у якому крок за кроком описано процес розуміння цієї ключової ролі. Він містить поради щодо мистецтва керування грою, розширені правила гри, корисні поради щодо того, як підтримувати гру живою та веселою для всіх, а також ознайомчу пригоду «The Dalish Curse». ◇ Карта Ферелдена, як початкове місце дії рольової гри. ◇ 3 шестигранних кубика |                      |                   |                    |           |
| Dragon Age (RPG), Сет 2 | 20 вересня 2011 року | 978-1-9345-4744-1 | Колекційна коробка | [ 57 ]    |
| - Автор і дизайнер Кріс Прамас - Під видавництвом Green Ronin - Включає: ◇ 80-сторінковий «Посібник гравця» з довідковою інформацією про Сірих Вартових, Орзаммар та Церкву, правилами для просування персонажів із рівня 6 до рівня 10, майже 40 новими заклинаннями та новими талантами, розширеними передісторіями персонажів, додаванням спеціалізацій ◇ 80-сторінковий «Посібник майстра», який містить детальну інформацію про Сірих Вартових і Мори, а також поради щодо того, як провести довгострокову кампанію, нових ворогів і нову пригоду «The Autumn Falls» ◇ Мапа, що включає Орлей, Рівейн та прилеглі території                                                                       |                      |                   |                    |           |
| Dragon Age (RPG), Сет 3 | 30 січня 2012 року   | 978-1-9345-4748-9 | Колекційна коробка | [ 58 ]    |
| - Автор і дизайнер Кріс Прамас - Під видавництвом Green Ronin - Включає: ◇ 95-сторінковий «Посібник гравця» із довідковою інформацією про Імперію Тевінтер, Орлей, Доли та оглядом найважливіших війн Тедаса; правила для просування персонажів з рівня 11 до рівня 20, нові спеціалізації, заклинання, таланти та передісторії ◇ 95-сторінковий «Посібник майстра», який містить поради про те, як проводити епічні кампанії, правила масових боїв, нових готових до використання ворогів, включаючи вишніх драконів і Архідемона і нова пригода «Battle’s Edge» |                      |                   |                    |           |
| Dragon Age RPG Core Rulebook | 20 червня 2017 року  | 978-1-9345-4762-5 | Книга правил       | [ 59 ]    |
| - Автор і дизайнер Кріс Прамас - Під видавництвом Green Ronin - Поєднує всі три раніше випущені сета в одну книгу з твердою палітуркою - Обмежене видання містить футляр із книгою в червоному шкірозаміннику, тисненою срібною фольгою, із сріблястими позолоченими краями та закладкою на стрічці. |                      |                   |                    |           |
| Faces of Thedas: A Dragon Age RPG Sourcebook | 9 квітня 2019 року   | 978-1-93454-783-0 | Книга правил       | [ 60 ]    |
| - Автори: Ліза Адамс, Стівен Майкл Діпеза, Джастін Харріс, Алік Хелмс, Джек Норріс, Метт Міллер, Оз Міллз, Раян Шун, Джеймі Вуд - Під видавництвом Green Ronin - Додаткова книга неігрових персонажів, яка містить адаптації персонажів із відеоігор Dragon Age |                      |                   |                    |           |

## Кіно і телебачення
| Назва | Дата випуску        | Тип                              | Посилання     |
| --- | ------------------- | -------------------------------- | ------------- |
| Dragon Age: Dawn of the Seeker | 11 лютого 2012 року | Повнометражний анімаційний фільм | [ 61 ] [ 62 ] |
| - Автор сценарію Джеффрі Скотт і режисер Фуміхіко Сорі - Анімоване Oxybot - Розроблено за участі BioWare, Funimation, та T.O Entertainment - За хронологією відбувається до подій Dragon Age: Origins - Японська версія була випущена в кінотеатрах 11 лютого 2012 року, тоді як англійська версія була випущена на Blu-ray і DVD 29 травня 2012 року. |                     |                                  |               |
| Dragon Age: Спокута | 9 грудня 2022 року  | Анімаційний телесеріал           | [ 63 ]        |
| - Створено шоуранером Мейрґрід Скотт для Netflix. - Розроблено Red Dog Culture House під наглядом BioWare |                     |                                  |               |

## Музичні альбоми
| Назва | Дата випуску           | Тип                        | Посилання |
| --- | ---------------------- | -------------------------- | --------- |
| Dragon Age: Origins Official Soundtrack | 3 листопада 2009 року  | Музичний альбом            | [ 64 ]    |
| - Композитори Інон Цур і Обрі Ешберн - Під видавництвом Electronic Arts - 35 треків на одному диску тривалістю 1:02:33 - Випущено в цифровому вигляді на Amazon.com 8 грудня 2009 року                                        |                        |                            |           |
| Dragon Age: Origins Collector's Edition Soundtrack Album | 3 листопада 2009 року  | Музичний альбом            | [ 65 ]    |
| - Композитори Інон Цур і Обрі Ешберн - Під видавництвом Electronic Arts - Входить до всіх копій колекційного видання Dragon Age: Origins - 18 треків на одному диску тривалістю 36:18                                         |                        |                            |           |
| Dragon Age: Origins - Leliana's Song (Original Video Game Score) | 25 жовтня 2010 року    | Музичний альбом (цифровий) | [ 66 ]    |
| - Композитори Інон Цур і Обрі Ешберн - Під видавництвом Electronic Arts - 8 треків на одному диску тривалістю 12:22 |                        |                            |           |
| Dragon Age II | 8 березня 2011 року    | Музичний альбом            | [ 67 ]    |
| - Композитори Інон Цур - Під видавництвом Electronic Arts - 12 треків на одному диску тривалістю 29:51 |                        |                            |           |
| Dragon Age II - Bioware Signature Edition | 8 березня 2011 року    | Музичний альбом            | [ 68 ]    |
| - Композитори Інон Цур - Під видавництвом Electronic Arts - 29 треків на одному диску |                        |                            |           |
| Dragon Age II: The Darker Side | 6 квітня 2011 року     | Музичний альбом            | [ 69 ]    |
| - Композитори Інон Цур - Під видавництвом Electronic Arts - 10 треків на одному диску тривалістю 29:00 |                        |                            |           |
| Dragon Age II: Epic Time | 7 червня 2011 року     | Музичний альбом            | [ 70 ]    |
| - Композитори Інон Цур - Під видавництвом Electronic Arts - 11 треків на одному диску тривалістю 24:00 |                        |                            |           |
| Dragon Age: Dawn of the Seeker (Music Inspired By the Film) | 20 травня 2012 року    | Музичний альбом (цифровий) | [ 71 ]    |
| - Під видавництвом Funimusic - 3 треки на одному диску тривалістю 10:58 |                        |                            |           |
| Dragon Age: Inquisition (Original Game Soundtrack) | 17 листопада 2014 року | Музичний альбом            | [ 72 ]    |
| - Композитор Тревор Морріс - Під видавництвом Electronic Arts - 39 треків на одному диску тривалістю 1:36:46 |                        |                            |           |
| Dragon Age Inquisition: The Bard Songs | 17 лютого 2015 року    | Музичний альбом (цифровий) | [ 73 ]    |
| - Композитор Рейні Шокне, голос Єлизавети Хріпунової та гра на гітарі Ніка Стоубіса - Включає пісню «I Am the One», автором якої був Інон Цур - Під видавництвом Electronic Arts - 10 треків на одному диску тривалістю 19:36 |                        |                            |           |
| Dragon Age Inquisition: The Descent / Trespasser | 13 листопада 2015 року | Музичний альбом            | [ 74 ]    |
| - Композитор Тревор Морріс - Під видавництвом Electronic Arts - 10 треків на одному диску тривалістю 25:57 |                        |                            |           |
| Dragon Age Inquisition: Songs of the Exalted Council | 8 січня 2016 року      | Музичний альбом (цифровий) | [ 75 ]    |
| - Композитор Рейні Шокне, голос Єлизавети Хріпунової та гра на гітарі Ніка Стоубіса - Під видавництвом Electronic Arts - 5 треків на одному диску тривалістю 13:09                                                            |                        |                            |           |

## Інше
| Назва | Дата випуску         | Тип        | Посилання     |
| --- | -------------------- | ---------- | ------------- |
| Dragon Age: Warden's Fall | 22 травня 2010 року  | Вебсеріал  | [ 76 ]        |
| - Мультсеріал із п’яти частин, розроблений Machinima з використанням набору інструментів Dragon Age: Origins у партнерстві з BioWare - Історія-приквел до Dragon Age: Origins – Awakening                                                  |                      |            |               |
| Dragon Age: Redemption | 10 жовтня 2011 року  | Вебсеріал  | [ 77 ]        |
| - Створений, написаний та спродюсований Феліцією Дей - Режисер Пітер Вінтер - Шести-серійний вебсеріал приквел до Dragon Age II: Mark of the Assassin                                                                                      |                      |            |               |
| Dragon Age Keep | 29 жовтня 2014 року  | Застосунок | [ 78 ] [ 79 ] |
| - Дозволяє гравцям адаптувати важливі рішення з Dragon Age: Origins і Dragon Age II і імпортувати їх у нову гру Dragon Age: Inquisition - Доступний у веб-браузерах і через платформу цифрової дистриб'юції Origin для мобільних пристроїв |                      |            |               |
| Paper & Steel | 30 квітня 2015 року  | Оповідання | [ 80 ]        |
| - За авторством Джоанни Беррі - Опубліковано в офіційному блозі BioWare - Історія про лідера червоних храмовників Самсона |                      |            |               |
| Paying the Ferryman | 2 червня 2015 року   | Оповідання | [ 81 ]        |
| - За авторством Джоанни Беррі - Опубліковано в офіційному блозі BioWare - Історія про лідера венаторі Кальпернію |                      |            |               |
| The Riddle of Truth | 17 вересня 2015 року | Оповідання | [ 82 ]        |
| - За авторством Джоанни Беррі - Опубліковано в офіційному блозі BioWare - Розповідь, написана від другої особи про орлезіанську політику та соціальний етикет                                                                              |                      |            |               |